# Royal Naval Air Service
The Royal Naval Air Service (RNAS) var Royal Navys flygstridskrafter 1914-1918.

## Organisatorisk översikt
Mellan 1912 och 1914 tillhörde marinflyget Royal Flying Corps, som dess Naval Wing. 1914 överfördes det till Royal Navy under namnet Royal Naval Air Service. Denna slogs 1918 samman med Royal Flying Corps till Royal Air Force. Flottan fick under 1920-30-talen lita till RAF för flygunderstöd, något som med tiden visade sig vara otillfredsställande. 1937 bildades därför Fleet Air Arm.

## Militära grader i RNAS 1918

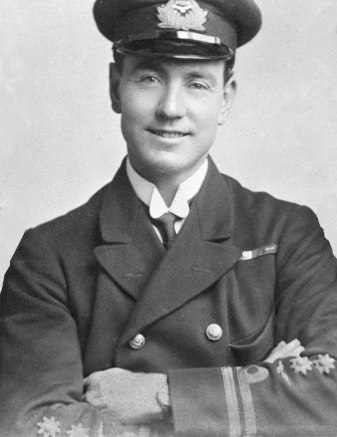
Squadron Commander - löjtnants vederlike - bar två stjärnor ovanför galonerna för att utmärka sin grad. Flight Commander bar en stjärna; Flight Lieutenant bar ingen stjärna. Wing Captain som inte var Captain, R.N. bar tre galoner med en stjärna ovan.

| RNAS | Observers RNAS                   | Motsvarande grad i Royal Navy |
| --- | -------------------------------- | ----------------------------- |
| Wing Captain | -                                | Captain RN                    |
| Wing Commander | -                                | Commander RN                  |
| Squadron Commander 8 år som löjtnants vederlike                                                                                                   | Observer Lieutenant-Commander RN | Lieutenant-Commander RN       |
| Squadron Commander | -                                | Lieutenant RN 4 år i graden   |
| Flight Commander | -                                | Lieutenant RN 4 år i graden   |
| Flight Lieutenant | Observer Lieutenant RN           | Lieutenant RN                 |
| Fligth Sub-Lieutenant | Observer Sub-Lieutenant RN       | Sub-Lieutenant RN             |
| Warrant Officer 1st grade | -                                | Commissioned Warrant Officer  |
| Warrant Officer 2nd grade | Warrant Officer 2nd grade        | Warrant Officer               |
| Probationary Flight Officer | Probationary Observer Officer RN | Midshipman                    |
| Chief Petty Officer Mechanic 1st grade Chief Petty Officer Mechanic 2nd grade Chief Petty Officer Mechanic 3rd grade Aircraft Chief Petty Officer | Chief Petty Officer              | Chief Petty Officer           |
| Petty Officer Mechanic Aircraft Petty Officer | Petty Officer                    | Petty Officer                 |
| Leading Mechanic Leading Aircraftman | Leading Seaman                   | Leading Seaman                |
| Air Mechanic 1st grade Air Mechanic 1st grade (Acting) Aircraftman 1st class                                                                      | -                                | Able Seaman                   |
| Air Mechanic 2nd grade Aircraftman 2nd class | -                                | Ordinary Seaman               |
| Boy Mechanic | -                                | Boy                           |

Källa: